# John Casablancas
John Casablancas (* 22. Dezember 1942 in New York, USA; † 20. Juli 2013 in Rio de Janeiro, Brasilien) wurde als Gründer von Elite Model Management bekannt.

## Leben und Karriere
John Casablancas, geboren 1942 in Manhattan, kam als Sohn spanischer Einwanderer zur Welt und wuchs in den Vereinigten Staaten, Mexiko und Europa auf.
Im Jahr 2000 verließ er Elite Modeling. Er stand dem John Casablancas Modeling and Career Center vor, das zahlreiche Niederlassungen in Nord-, Mittel- und Südamerika sowie Italien und Indonesien unterhält.
Er gilt als Entdecker und Förderer der Karriere des Topmodels Gisele Bündchen. John Casablancas selbst war früher auf den Laufstegen der Modewelt tätig.
Er starb am 20. Juli 2013 im Alter von 70 Jahren in Rio de Janeiro.
Sein Sohn ist der Musiker Julian Casablancas, der Frontmann der Band The Strokes. Seine Tochter ist die Schmuckdesignerin Cecile Casablancas.